# إدغار بغاردوس
إدغار بغاردوس (بالإنجليزية: Edgar Collins Bogardus)‏ هو شاعر أمريكي، ولد في 26 يوليو 1927 في ماونت فرنون في الولايات المتحدة، وتوفي بنفس المكان في 11 مايو 1958.